# مگس‌خانگی‌ریختان
مگس‌خانگی‌شکلان (نام علمی: Muscomorpha) نام یک فروراسته از زیرراسته کوتاه‌شاخکان است.

## طبقه بندی
- بخشه Aschiza
  - بالاخانواده Platypezoidea
  - بالاخانواده گلزارمگس‌واران
- بخشه درزداران
  - زیربخشه بی‌غلافکان
    - بالاخانواده مگس‌های سردرشت
    - بالاخانواده طاووسی‌مگس‌واران
    - بالاخانواده کاکتوسی‌مگس‌واران
    - بالاخانواده چشم‌شاخکی‌واران
    - بالاخانواده مرداب‌مگس‌واران
    - بالاخانواده کوچک‌پشکل‌مگس‌واران
    - بالاخانواده برگ‌مگس‌واران
    - بالاخانواده ساقه‌مگس‌واران
    - بالاخانواده شورآب‌مگس‌واران
    - بالاخانواده Carnoidea

  - زیربخشه غلافک‌داران
    - بالاخانواده مگس‌خانگی‌واران
    - بالاخانواده پاشنه‌مگس‌واران
    - بالاخانواده شپشی‌مگس‌واران